# Градски окръг (КНР)
Градският окръг (на традиционен китайски: 县級市, на опростен китайски: 縣級市, на пинин: xiànjí shì; сиендзишъ; на английски: county-level city; на руски: город уездного значения) е административна единица от трети ниво в КНР. Тя включва както градски, така и обширни селски райони.
Градските окръзи обикновено са под управлението на градските префектури, но някои от тях се подчиняват директно на съответната провинция.